# 神奈川県の市町村歌一覧
神奈川県の市町村歌一覧（かながわけんのしちょうそんかいちらん）は、日本の神奈川県に属する市町村で制定されている、もしくは過去に制定されていた市町村歌などの自治体歌やそれに準じた楽曲の一覧である。なお、一覧の順序は全国地方公共団体コード順による。

## 概説
県庁所在地である横浜市の市歌は現存する日本の市町村歌で最古の歌と言われており、作詞者のネームバリューの高さもあって制定から100年以上を経ても非常に高い認知度を誇っている。しかし、他の市町村では横浜市に比べて自治体歌の認知度が低く、県西部では秦野市や南足柄市のように市制施行から相当年が経過しても市歌が未制定の自治体が目立っている。町村部でも市部と同様に県西部で町民音頭のみが制定されている町や自治体に関連する楽曲自体が存在しない町が多い。

## 横浜市
- 横浜市歌[1] - 1909年（明治42年）7月1日制定

作詞：森林太郎 作曲：南能衛
現存する日本最古の市町村歌と言われている。作詞者の「森林太郎」は森鷗外の本名。歌詞・曲とも著作権の保護期間を満了し、パブリックドメインとなっている。制定から100年以上を経た現在でも市の行事や学校教育を通じて幅広く普及しており、その圧倒的な認知度が長野県の「信濃の国」と対比されることもある。

### 横浜市の区歌等
横浜市の一部の区では独自に区歌や区民音頭が制定されている。
- 保土ケ谷区：わがまち、保土ケ谷[2] - 2007年（平成19年）制定

作詞：貝原萌奈実 作曲：岡島雅興
- 磯子区：みんなのISOGO

作詞：中野堅吾 作曲：ジョージ・ヤマシタ
- わが街洋光台

作詞：中野堅五 作曲：藤田耕平
- 洋光台音頭

作詞：岡崎政治 作曲：西雄二
- 港北区：港北の空と丘[3] - 1978年（昭和53年）制定

作詞：鳥羽和一 補作：石本美由起 作曲：榊原正敏 編曲：島津秀雄
1994年（平成6年）に分区された地域の名称が歌詞に含まれている。
- 栄区：栄区賛歌[4] - 1988年（昭和63年）制定
  - 栄区賛歌 〜わがまちに寄す〜

作詞：大賀寿郎 作曲：原口尚子
  - 栄区賛歌 〜大地に耳を〜

作詞：松本裕子 作曲：田口昭子
  - こどものための栄区賛歌 〜川のある町〜

作詞：中島和子 作曲：三輪純子

3曲とも一般公募の入選作で、1989年（平成元年）にはこの3曲を基に藤田耕平が編曲した交響詩「栄区賛歌」も作られている。
- 泉区：泉区民音頭[5]

作詞：遠藤辰巳 補作：若山かほる 作曲・編曲：山中博
- 都筑区：夢のつづき[6] - 1997年（平成9年）7月制定

作詞・作曲：広井茂 編曲・補作：照屋正樹

## 川崎市
- 川崎市歌[7] - 1934年（昭和9年）制定

作詞：小林俊三 作曲：高階哲夫
市制10周年を記念して制定され、1969年（昭和44年）と2004年（平成12年）の2度にわたり歌詞が改訂されている。横浜市歌と対照的に、市民の間ではほとんど存在を知られていない。
- 好きです かわさき 愛の街 - 1984年（昭和59年）発表[9]

作詞：肥後義子 作曲：山本直純
市制60周年を記念して作られた市民愛唱歌であるが、元から存在した市歌を差し置いて「市民の歌」と称されているためこの歌の方が正式な「市歌」であると言う誤認が顕著に見られる。
- かわさきのねいろ - 2004年（平成12年）発表

作詞：浅川由加里 作曲：出雲謙一 編曲：ちょっきんず
市制80周年記念歌。市内の小・中学生から歌詞を公募して作られた。

### 川崎市の区歌等
川崎市の一部の区では独自にイメージソングが作られている。
- 高津区：We Loveタカツ

高津区民祭テーマソング。
- 麻生区：輝いて麻生 - 2005年（平成16年）6月発表

## 相模原市
- 相模原市民の歌[11] - 1958年（昭和33年）制定

作詞：植村栄輔 補作：勝承夫 作曲・編曲：平井康三郎
- 伝えよう 輝く未来へ[12] - 2004年（平成16年）発表

作詞：鶴田理恵子 作曲：戸田顕
市制50周年記念愛唱歌。

### 相模原市の区歌等
相模原市の一部の区では独自にイメージソングが作られている。
- 中央区：中央区の歌（イメージソング）[13] - 2014年（平成26年）発表

作詞：神谷由紀子 作曲：河本須美

## その他市部
横須賀市
- 横須賀市歌[14] - 1967年（昭和42年）2月15日制定

作詞：堀口大學 作曲：團伊玖磨
2代目の市歌である。
平塚市
- ひらつか市歌[15] - 1952年（昭和27年）4月1日制定

作詞：平塚市選定 作曲：團伊玖磨
市制20周年記念。
鎌倉市
- 鎌倉市歌[16] - 1959年（昭和34年）制定

作詞：大木惇夫 作曲：矢代秋雄
市制20周年記念。
- 夢ひかるわれらの鎌倉[16] - 2009年（平成21年）発表

作詞：水木亮 作曲：木塲孝志 補作・編曲：太田彌生
市制70周年記念市民愛唱歌。
藤沢市
- 藤沢市歌[17] - 1950年（昭和25年）10月1日

作詞：鈴木政輝 作曲：米山正夫
市制10周年記念。
小田原市
- 新小田原市民歌 - 1962年（昭和37年）制定

作詞：志沢正躬 作曲：水谷良一
2代目の市歌である。
茅ヶ崎市
- 茅ヶ崎市歌[18] - 1967年（昭和42年）10月1日制定

作詞：川原利也 補作：中村和之 作曲：中村八大
市制20周年記念。
逗子市
- 逗子市歌[19] - 1974年（昭和49年）4月15日制定

作詞：加藤省吾 作曲：八洲秀章
三浦市
- 三浦市歌[20] - 1985年（昭和60年）5月28日制定

作詞：勝承夫 作曲：小村三千三
市制30周年記念。
秦野市
- （未制定）

2005年（平成17年）に「秦野市子どもの歌」として「With youありがとう」（作詞：横尾直美、補作詞・作曲：西澤健治）を発表している。
厚木市
- 厚木讃歌[22] - 1987年（昭和62年）制定[23]

作詞：中村千榮子 作曲：石井歓
市制30周年記念。
大和市
- 大和市歌[24] - 1964年（昭和39年）2月1日制定

作詞：勝承夫 作曲：井上武士
市制5周年記念。
伊勢原市
- We Love ISEHARA![25] - 2013年（平成25年）発表

作詞・作曲：石川浩一
市PRソング。
海老名市
- わがまち海老名[26] - 1979年（昭和54年）制定

作詞：下平千太郎 作曲：中田喜直
座間市
- WE LOVE ZAMA![27] - 2001年（平成13年）10月28日制定

作詞：岡田冨美子 作曲：三木たかし
南足柄市
- （未制定）

綾瀬市
- 綾瀬市民の歌[28] - 1979年（昭和54年）11月1日制定

作詞：見上睦 作曲：越部信義 編曲：谷道夫
アレンジバージョンの「綾瀬行進曲」もある。

## 町村部
三浦郡葉山町
- 葉山町歌[29] - 1980年（昭和55年）3月3日制定

作詞：堀口大學 作曲：團伊玖磨
高座郡寒川町
- 寒川町の歌[30] - 1980年（昭和55年）11月1日制定

作詞：三沢祐一 補作：町の歌制定委員会 作曲・編曲：館岡一郎
中郡大磯町
- （未制定）

中郡二宮町
- 二宮町民歌 -真澄の空に-[31] - 1973年（昭和48年）8月制定

作詞：山口智子 作曲：高山義一
足柄上郡中井町
- 中井音頭

足柄上郡大井町
- 大井町町民歌[32]

作詞：光山樹太郎 作曲：雨宮伊之助
- 大井町賛歌[32]

大井町教育研究会選定 作詞：清水幸子 作曲：相田壽子
足柄上郡松田町
- 松田音頭

足柄上郡山北町
- やまきた音頭[33]

作詞：湯山浩二 作曲：米山正夫 編曲：松尾健司
足柄上郡開成町
- 開成音頭

足柄下郡箱根町
- 和む光の[34] - 1976年（昭和51年）9月30日制定

作詞：戸上寛子 補作詞・作曲：藤山一郎
足柄下郡真鶴町
- （不明）

足柄下郡湯河原町
- （未制定）

愛甲郡愛川町
- あいちゃん音頭

愛川町の新町発足60周年ソング&愛川町のイメージソング
愛甲郡清川村
- みんなの未来 清川村KIDS SONG[35] - 2013年（平成25年）発表

作詞・作曲：白井貴子

## 廃止された市町村歌
横須賀市
- 横須賀市歌（旧） - 1937年（昭和12年）制定

作詞：北原白秋 作曲：山田耕筰
市制30周年記念。初代の市歌である。
小田原市
- 小田原市民歌 - 1950年（昭和25年）制定

作詞：岩越昌三 作曲：石黒修三
初代の市歌である。